# International Tropical Timber Organization
De ITTO, voluit International Tropical Timber Organization (Internationale Organisatie voor Tropisch Hout),  is een intergouvernementele organisatie voor het bevorderen van het behoud en duurzaam beheer, gebruik en handel van tropische bossen. De leden van deze organisatie vertegenwoordigen 80% van de wereldproductie van tropische bossen en 90% van de wereldwijde handel in tropisch hout. Binnen de familie van intergouvernementele organisaties voor grondstoffen neemt zij een enigszins afwijkende rol in, omdat zij naast het zich bezighouden met handel en industrie ook veel aandacht besteedt aan het duurzaam beheer van natuurlijke hulpbronnen.

## Geschiedenis
De oorsprong van de organisatie gaat terug tot 1976 toen een lange reeks van onderhandelingen hebben geleid tot de Internationale Overeenkomst inzake tropisch hout van 18 november 1983 (ITTA). Het begon als onderdeel van het Programma voor Grondstoffen tijdens de vierde zitting van de UNCTAD. De uiteindelijke uitkomst van die onderhandelingen was ITTA, 1983 die het werk van de ITTO regelde voor de periode tot eind 1996. 
In 1986 werd onder auspiciën van de Verenigde Naties de International Tropical Timber Organization opgericht in een tijd waarin de wereld een toenemende aandacht kreeg voor het lot van tropische bossen. Vrijwel iedereen was ongerust over het tempo van ontbossing in vele tropische landen en tegelijkertijd was er ook grote eensgezindheid dat de handel in tropisch hout van vitaal belang is voor de economie van die landen. 
Op 1 januari 1997 trad ITTA, 1994 in werking en volgde daarmee ITTA, 1983 op.
De onderhandelingen voor een opvolger van ITTA, 1994 werden in 2006 afgerond, ook weer onder het auspiciën van de UNCTAD. 

## Organisatie
Belangrijke kenmerken voor de organisatie zijn:
- Gelijkwaardigheid in partnerschap tussen producerende landen en verbruikende landen.
- Actieve deelname van het maatschappelijk middenveld en brancheorganisaties in vergaderingen en projecten.
- Het formuleren en implementeren van projecten in producerende landen.
- Regelmatige bijeenkomsten van het bestuursorgaan van de organisatie (de International Tropical Timber Council), om snel te kunnen bespreken en anticiperen.

Sinds haar oprichting heeft de organisatie meer dan 800 projecten met een volume van meer dan 300 miljoen dollar gefinancierd. De middelen hiervoor zijn op vrijwillige basis verkregen, met het grootste deel van de regeringen van Japan, Zwitserland, de Verenigde Staten en de Nederland en de Europese Unie. 